# Apacza
Apacza (ros. Апача) – wieś (ros. село, trb. sieło) w Rosji, w Kraju Kamczackim, w rejonie ust´-bolszerieckim. Leży w miejscu dawnej osady, formalnie ustanowiona 22 lipca 1982 roku.
Na początku XVIII wieku na miejscu obecnej wsi znajdował się niewielki ostróg, którego dowódcą był niejaki Opacza, który po ochrzczeniu otrzymał imię Wasilij Czirikow. Ostróg ten przekształcił się w rosyjską osadę. W pierwszej połowie XX wieku osada została opuszczona, reaktywowana w 1982 roku.

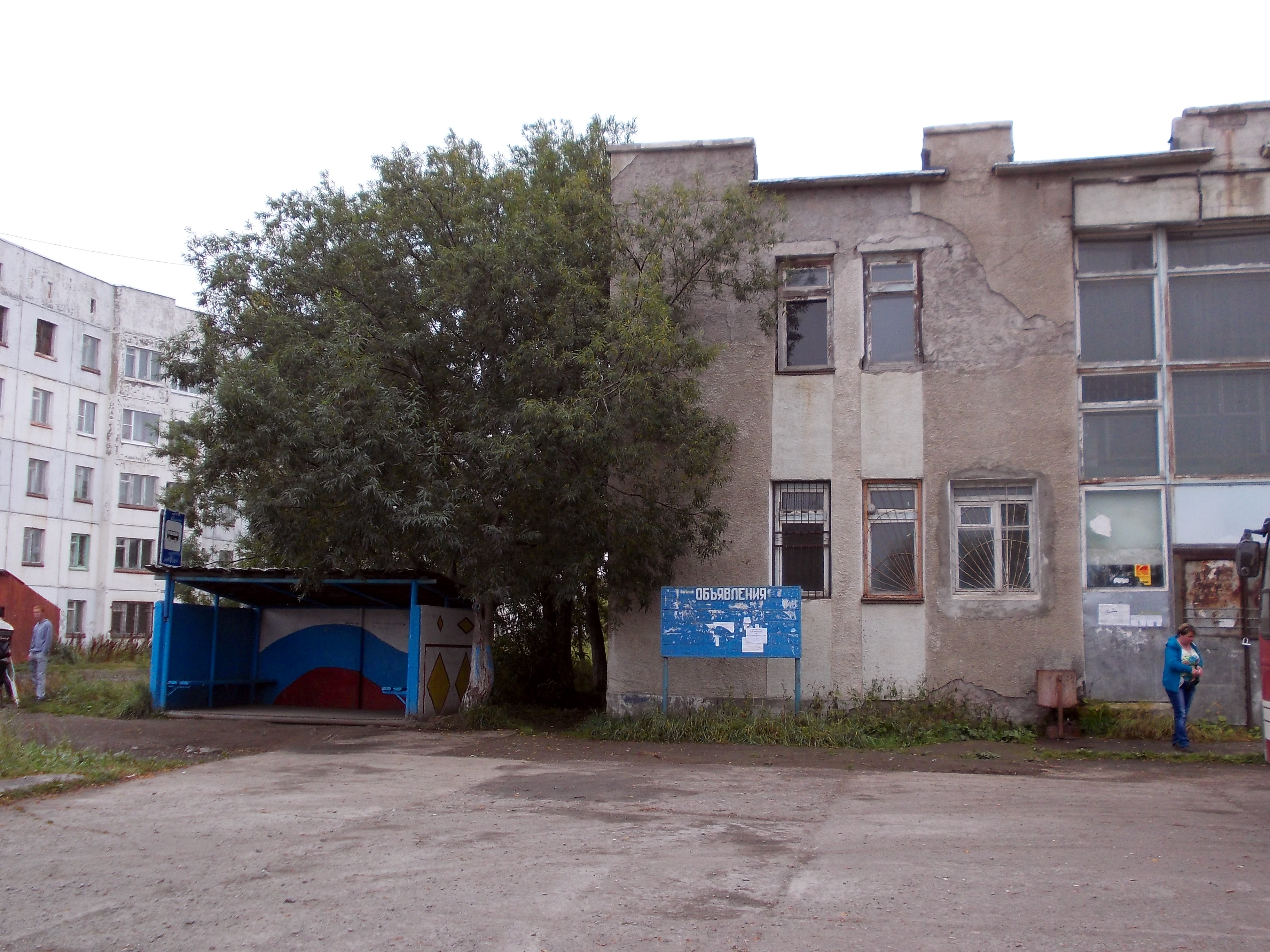
Apacza - przystanek autobusowy

Około 1,5 km na południe od wsi przebiega droga łącząca Pietropawłowsk Kamczacki i Oktiabr´skij, a także przepływa rzeka Płotnikowa. 15 km na północny zachód od wsi znajdują się gorące źródła mineralne.